# Hervé Delesie
Hervé Delesie (Waregem, Bélgica, 9 de enero de 1951) es un exfutbolista belga. Se desempeñaba en las posición de centrocampista.

## Selección nacional
Fue internacional con la Selección de fútbol de Bélgica en una ocasión en 1976.

## Clubes
| Club          | País    | Año         |
| ------------- | ------- | ----------- |
| KSV Waregem   | Bélgica | 1968 - 1981 |
| Cercle Brugge | Bélgica | 1981 - 1982 |
| KSV Waregem   | Bélgica | 1982 - 1983 |

## Palmarés

### Campeonatos nacionales
| Título          | Club        | País    | Año  |
| --------------- | ----------- | ------- | ---- |
| Copa de Bélgica | KSV Waregem | Bélgica | 1974 |